# Jesús Ezquerra
Ezquerra  Muela est un nom espagnol. Le premier nom de famille, en général paternel, est Ezquerra ; le second, en général maternel, souvent omis, est Muela.
Pour les articles homonymes, voir Ezquerra.
Jesús Ezquerra Muela est un coureur cycliste espagnol, né le 30 novembre 1990 à Adal-Treto dans la province de Cantabrie.

## Biographie
Jesús Ezquerra a commencé le cyclisme vers l'âge de 9 ans dans sa ville natale[réf. souhaitée].
En fin de contrat en fin d'année 2021, celui-ci est prolongé jusqu'en fin d'année 2022.

## Palmarès sur route
- 2008
  - Premio Primavera juniors
- 2009
  - 2e du Premio Primavera
- 2010
  - 2e du championnat de Cantabrie du contre-la-montre espoirs
  - 2e de l'Oñati Saria
  - 3e de la Klasika Lemoiz
- 2011
  -  Champion de Cantabrie sur route espoirs
  - Mémorial Juan Manuel Santisteban
  - Claseement général du Tour de Palencia
  - 2e du Circuito Guadiana
  - 2e de la Coupe d'Espagne de cyclisme
  - 2e du San Roman Saria
- 2013
  - 1re étape du Czech Cycling Tour (contre-la-montre par équipes)
- 2016
  - 8e étape du Tour du Portugal
- 2017
  - 1re étape du Tour de Bairrada

### Résultats sur les grands tours

#### Tour d'Espagne
4 participations
- 2018 : 98e
- 2019 : 120e
- 2020 : 89e
- 2022 : 68e
- 2023 : 89e

## Classements mondiaux
| Année                                 | 2012 | 2013 | 2014 | 2015  | 2016  | 2017  | 2018 | 2019  | 2020 | 2021 | 2022 | 2023 | 2024  |
| ------------------------------------- | ---- | ---- | ---- | ----- | ----- | ----- | ---- | ----- | ---- | ---- | ---- | ---- | ----- |
| Classement mondial                    |      |      |      |       | 1112e | 2526e | 740e | 1882e | nc   | 749e | 701e | 934e | 2109e |
| UCI Europe Tour                       | 847e | 677e | nc   | 1244e | 752e  | 1646e | 502e | 1241e | nc   | 592e | 540e | nc   | nc    |
| UCI Asia Tour                         | nc   | 337e | nc   | nc    | nc    | nc    | 721e |       |      |      |      |      |       |
|                                       |      |      |      |       |       |       |      |       |      |      |      |      |       |
| Légende : nc = non classéSource : UCI |      |      |      |       |       |       |      |       |      |      |      |      |       |